# مونرو دبليو. هاتش جونيور
مونرو دبليو. هاتش جونيور (بالإنجليزية: Monroe W. Hatch Jr.)‏ هو ضابط أمريكي، ولد في 20 نوفمبر 1933 في نيو أورلينز في الولايات المتحدة.